# Jaclyn Moriarty
Jaclyn Moriarty (* 1968 in Sydney) ist eine australische Juristin, Medienanwältin und Schriftstellerin.
Jaclyn Moriarty wuchs mit sechs Geschwister in Sydney auf. An der University of Sydney studierte sie Englisch, anschließend Jura an der Yale University und am Gonville and Caius College der University of Cambridge. Sie war als Medienanwältin tätig. Mit ihrem Mann, dem kanadischen Schriftsteller Colin McAdam, lebt und arbeitet sie in Sydney und Montreal. Ihr Roman Feeling Sorry for Celia (deutsch Der Club der nackten Wahrheiten) war von der American Library Association für den ALA Best Books for Young Adults nominiert.

## Werke
- Der Club der nackten Wahrheiten. Würzburg 2004 ISBN 3-401-05348-5 (Originaltitel Feeling Sorry for Celia)
- Der Tag der zuckersüßen Rache . Würzburg 2007 ISBN 978-3-401-06169-6 (Originaltitel Finding Cassie Crazy)
- Buttermilchküsse . München 2008 ISBN 978-3-442-73427-6 (Originaltitel I have a bed made of buttermilk pancakes)
- Ein Jahr voll genialer Pechsträhnen. Würzburg 2010 ISBN 978-3-401-06438-3 (Originaltitel Becoming Bindy Mackenzie)
- Ein Sommer der ungeschminkten Lügen. Würzburg 2012 ISBN 978-3401066431 (Originaltitel The Ghosts of Ashbury High)